# Lepidium peruvianum
Lepidium peruvianum är en korsblommig växtart som beskrevs av Chacón de Popovici. Lepidium peruvianum ingår i släktet krassingar, och familjen korsblommiga växter. Inga underarter finns listade i Catalogue of Life.